# 알리레자 하기기
알리레자 하기기(페르시아어: علیرضا حقیقی, Alireza Haghighi, 1988년 5월 2일 ~ )는 이란의 축구 선수로 현재 나사지 마잔다란에서 골키퍼로 활약하고 있다.

## 경력
2014 브라질 월드컵에 이란의 주전 골키퍼로 출전하였다. 2차전 아르헨티나와의 경기에서 많은 선방을 기록하였으나 3차전 보스니아에게 3골을 실점하였고 아시안컵에서는 8강전 이라크와의 경기에서 선방을 기록했다.

## 수상

### 선수

#### 클럽
페르세폴리스
- 페르시안 걸프 컵 우승: 2007-2008
- 하즈피 컵 우승: 2009-2010, 2010-2011

 루빈 카잔
- 러시아 컵 우승: 2011-2012
- 러시아 슈퍼컵 우승: 2012

#### 국가대표
- 2006년 아시안 게임 : 3위